# گزارش محرمانه خروشچف

کنگره بیستم حزب کمونیست شوروی ۱۹۵۶

پس از انقلاب بلشویکی ۱۹۱۷ و آغاز جنگ دوم جهانی در ۱۹۳۹، گزارش محرمانه خروشچف در کنگره بیستم حزب کمونیست شوروی از مهم‌ترین لحظات سرنوشت ساز قرن بیستم به شمار میرود.
کنگره حزب کمونیست شوروی در ۱۴ فوریه ۱۹۵۶ افتتاح شده بود و می‌بایست ده روز ادامه داشته باشد.
روز آخر (۲۴ فوریه ۱۹۵۶) که همه آماده رفتن می‌شدند خبر رسید بعد از رفتن خبرنگاران و عکاسان، نمایندگان در سالن بمانند. کمی بعد نیکیتا خروشچف اعلام نمود: باید گزارش محرمانه ای را به اطلاع شما برسانم. کلمه‌ای از آن نباید به خارج درز کند. هیچ‌کس یاداشت برندارد و فقط سراپا گوش باشید.

## کنگره بیستم و گزارش خروشچف
آن گزارش طولانی از نیمه شب شروع شد و بیش از چهار ساعت طول کشید.
سخنان خروشچف که به جاهای حساس رسید، سکوت سنگینی سالن را فرا گرفت. بسیاری در خود فرو رفتند و حدود ۳۰ نفر به حالت اغما افتادند. خروشچف هم حین قرائت گزارش چهار مرتبه گریست. فضای عجیبی بود.
موضوع اصلی گزارش «کیش شخصیت و پیامدهای آن» با اشاره مستقیم به عملکرد استالین بود.
کنگره بیستم بر موضعگیری‌های مندرج در گزارش خروشچف صحّه گذاشت و کمیته مرکزی را موظف ساخت تا به منظور غلبه کامل بر کیش شخصیت که با مارکسیسم لنینیسم بیگانه است... تدابیر لازم را به اجرا بگذارد.

## پیامد گزارش خروشچف
در آن نشست هیئت‌های نمایندگی احزاب کمونیست و کارگری از ۵۵ کشور خارجی و در مجموع ۱۴۳۶ نفر حضور داشتند.
حزب توده هم «احمد قاسمی»، «غلامحسین فروتن» و «رضا رادمنش» را به کنگره بیستم فرستاد.
کنگره بیستم پیامدهای زیادی داشت. گروهی از قربانیان پاکسازیهای استالینی، از اتهام خیانت مبّرا شدند که یکی از آنان «احسان‌الله خان دوستدار» دومین چهره برجسته جنبش جنگل بود.
«سولژنیتسین» کتاب معروفش «یک روز از زندگی ایوان دنیسویچ» را منتشر نمود.
«تام راب اسمیت» نویسنده انگلیسی، رُمان «گزارش محرمانه» را نوشت که از قضا داستانش در شوروی رخ می‌دهد، زمانی که استالین مرده و خروشچف سعی دارد تا حدودی پرده از عملکرد او بردارد. در آن رُمان هم وقتی قربانیان به قدرت می‌رسند، همان کارهایی را می‌کنند که سر خودشان آمده به شدیدترین نحو ممکن انتقام می‌گیرند.
یکی از شخصیت‌ها در جایی از داستان می‌گوید: «روح استالین هنوز زنده است، نه در یک شخص بلکه به شکل پراکنده در بسیاری از افراد ...»
انگار رُمان مزبور «گزارش محرمانه» را افشا کرده‌است.

## تأثیر گزارشخروشچفدر جنبشکمونیستی
گزارش خروشچف در جنبش کمونیستی جهان، ایجاد تردید و تزلزل کرد و خروج جمعی و توده وار از احزاب کمونیست را در سطح بین‌المللی شتاب بخشید.
در بریتانیا تعداد بسیار زیادی از حزب کمونیست جدا شدند. در بین آنان نه تنها کارگران، بلکه شماری از مورّخان و امثال «ادوارد تامپسون»، «کریستوفر هیل»، «دوروتی تامپسون» و «جان سویل» هم بودند.
پَر «گزارش محرمانه خروشچف»، دامن مورخ و جامعه‌شناس فرانسوی «ماکسیم رودنسون» را نیز گرفت. او از حزب کمونیست فرانسه برید و خط دیگری رفت.
...
شایع بود که «ورشیلف» و «مولوتف» و «کاگانویچ» با گزارش خروشچف کنار نیامدند. زمامداران چین، کره شمالی و آلبانی و... هم از آن استقبال نکردند.
«چوئن لای» گفته بود موضوع استالین و مسئله به اصطلاح «گذر مسالمت آمیز» به احزاب برادر نیز مربوط است. رهبران شوروی بدون مشورت قبلی با احزاب برادر، خود سرانه نتیجه‌گیری کرد. استالین باید مورد انتقاد قرار گیرد؛ ولی نباید همه اشتباهات را به گردن او انداخت.
«بولس ‌لاو یه‌روت» رهبر حزب کمونیست لهستان یک ماه بعد از شرکت در کنگره بیستم فوت کرد.
جمعیت عظیمی در گرجستان خواستار خلع خروشچف از قدرت و احیاء خاطره هم ولایتی‌شان استالین شدند.
«ماتیاش راکوشی» دبیر حزب کمونیست مجارستان که بد و بیراه به استالین برایش سنگین بود، سه چهار ماه بعد از آن گزارش، تحت فشاری که از سوی دفتر سیاسی حزب کمونیست شوروی وارد شد از دبیر کلی عزل شد.
«مائو تسه‌دون» که معتقد بود خدمات استالین بیشتر از اشتباهات او است می‌گفت نسبت به استالین باید تجزیه و تحلیل مشخص به عمل آورد و ارزیابی همه‌جانبه کرد.
مائو به «میکویان» گفته بود رهنمود اصلی و خط مشی دورانی که استالین بر سر حکومت بود صحیح بوده و نمی‌توان در برخورد با رفیق خود شیوهٔ برخورد با دشمن را اتخاذ کرد.
در آلبانی «انور خوجه» نیز مضمون گزارش خروشچف را زیر سؤال برد و علیه آن مقاله بلندی نوشت.
در واکنش به گزارش مورد بحث در حزب توده ایران هم شکاف افتاد و «احمد قاسمی» و «عبدالحسین فروتن» و «عباس سغایی» سفره خودشان را جدا کردند.
گزارش خروشچف و پیامدهای آشکار و پنهان آن باعث شد بعدها فدائیان هم خط خودشان را از حزب توده جدا کنند.
در پیامد گزارش خروشچف آزادی زندانیان «گولاگ» کلید خورد. لهستانی‌ها در طلب نظام کمونیستی با چهره انسانی تری برآمدند و مجار ها‌ پس از تلاش‌های «ایمره ناگی» برای ایجاد اصلاحات در نظام کمونیستی و تیرباران او، دیگر به مسکو اعتماد نکردند.
از سوی دیگر در یوگسلاوی «مارشال تیتو» و دوستانش با شعار «مبارزه علیه استالینیسم» دیکتاتوری پرولتاریا را زیر سؤال بردند.
گفته می‌شد کنگره بیستم جریانی را آغاز کرده که پایان خودکامگی شوروی را نوید می‌دهد.
هواداران «بین‌الملل چهارم» تبلیغ کردند گزارش خروشچف اگرچه بارها تروتسکی را در شمار ضد انقلابیون آورده اما پیامدهای آن بر ادعّای تروتسکی در کتاب «انقلاب خیانت شده (انقلابی که به آن خیانت شد)» که سال ۱۹۳۵نوشته، صحه گذاشت.
تروتسکی در بررسی ماهیت انقلاب شوروی گفته بود: «جریانی بوروکراتیک از قدرت سربرآورده و در جهت منافعش تمامی امتیازات را -با حذف طبقهٔ کارگر و اعمال سیاست ترس بر آن- در دست خود خواهد گرفت.»
...
جانشینی «دولت تمام خلقی» به جای دیکتاتوری پرولتاریا، جانشینی «حزب تمام خلقی» به جای حزب پرولتاریا و تجدید نظر طلبی (رویزیونیسم) و گذار مسالمت آمیز به سوسیالیسم از نتایج گزارش خروشچف است.

## انتشار گزارش خروشچف در غرب
در صورت جلسه رسمی کنگره بیستم آمده که گزارش در یک نشست خصوصی خوانده شد اما «سازمان سیا» به متن آن دست یافت و چهارم ژوئن ۱۹۵۶ «نیویورک تایمز» منتشر نمود. سپس «خبرگزاری یونایتدپرس» ترجمه کرد و «لوموند» انتشار داد.
گزارش خروشچف به دست امثال تیمور بختیار و شکنجه گران زندان دو زرهی هم رسید که تا توانستند جار زدند و به رخ زندانیان کشیدند.
زندانیان ابتدا آن را به سازمان سیا و نقشه سرهنگ زیبایی و سرگرد سیاحت‌گر نسبت دادند، اما بعدها که معلوم شد گزارش مورد بحث در نشست محرمانه کنگره بیستم حزب کمونیست شوروی ارائه شده و واقعیت دارد، عبرت‌نویسی و ندامت طلبی اوج گرفت.
پنج سال پس از کنگره بیستم، گزارش محرمانه خروشچف برای رهبران کشورهای سوسیالیستی ارسال شد و در سراسر اتحاد شوروی در جلسه‌های حزبی قرائت گردید. اما تا سال ۱۹۸۹ (۳۳ سال بعد از آن نشست) عموم مردم به ریز سخنان خروشچف دسترسی نداشتند
...
گزارش بیرونی خروشچف که منتشر شد با «گزارش مخفی» وی فرق داشت و هرگز در نکوهش استالین نبود. در گزارش بیرونی مسائلی چون از دور خارج کردن لوکوموتیوهای قدیمی، بحث در مورد لوکوموتیوهای دیزلی و کششی، همچنین برنامه برای حل مسائل مربوط به مزارع اشتراکی و... طرح شده بود.
آنچه نباید علنی می‌شد گزارش محرمانه بود که «کیش شخصیت و پیامدهای آن» را بحث می‌کرد و با استالین زدایی همراه بود.

## دستان من به خون آلوده بودند
خروشچف در خاطراتش نوشته است:
«دستان من به خون آلوده بودند. من همهٔ آنچه را انجام دادم که دیگران نیز انجام می‌دادند، اما حتی همین امروز اگر قرار باشد به آن جایگاه برای سخنرانی جهت گزارش در بارهٔ استالین بروم دوباره همان سخنان را بر زبان خواهم آورد. باید بالاخره روزی می‌رسید تا همهٔ این‌ها پشت سر گذارده می‌شد.»
...
با گزارش خروشچف می‌توان تاحدودی به انقلاب اکتبر و دوران لنین و استالین پی برد اما آنچه در سخنان مهم وی اهمیّت دارد کیش شخصیت و خود خدابینی است.